# Natal (provincie)
Natal was van 1910 tot 1994 een provincie van Zuid-Afrika. 
Vóór de vorming van de Unie van Zuid-Afrika heette het gebied Natalkolonie. Natal was de enige provincie die tegen de vorming van een republiek stemde in 1960. 
Sinds 1994 heet de provincie KwaZoeloe-Natal.